# Kościół Zwiastowania Najświętszej Maryi Panny w Miedznie
Kościół Zwiastowania Najświętszej Maryi Panny w Miedznie – rzymskokatolicki kościół parafialny należący do dekanatu Węgrów diecezji drohiczyńskiej. Kościół jest diecezjalnym sanktuarium maryjnym.
Obecna świątynia wzniesiona została w stylu neogotyckim w latach 1891-1893 przez hrabinę Ludwikę z Kuczyńskich Ostrowską pod kierunkiem ówczesnego proboszcza księdza Teofila Rybki. Kościół został zaprojektowany przez architekta Kazimierza Zajączkowskiego, głównego budowniczego powiatu węgrowskiego. Kamień węgielny pod budowę świątyni został położony i poświęcony w dniu 21 czerwca 1891 roku. Kościół został konsekrowany w 1893 roku przez księdza Franciszka Jaczewskiego, biskupa lubelskiego i administratora apostolskiego diecezji podlaskiej. Podczas działań wojennych, w dniach 10-12 sierpnia 1944 roku świątynia została uszkodzona, zniszczone zostały: dach, okna, drzwi i wieża. W latach 1992–1995 kościół został pokryty blachą miedzianą dzięki staraniom księdza kanonika Władysława Kopyścia.

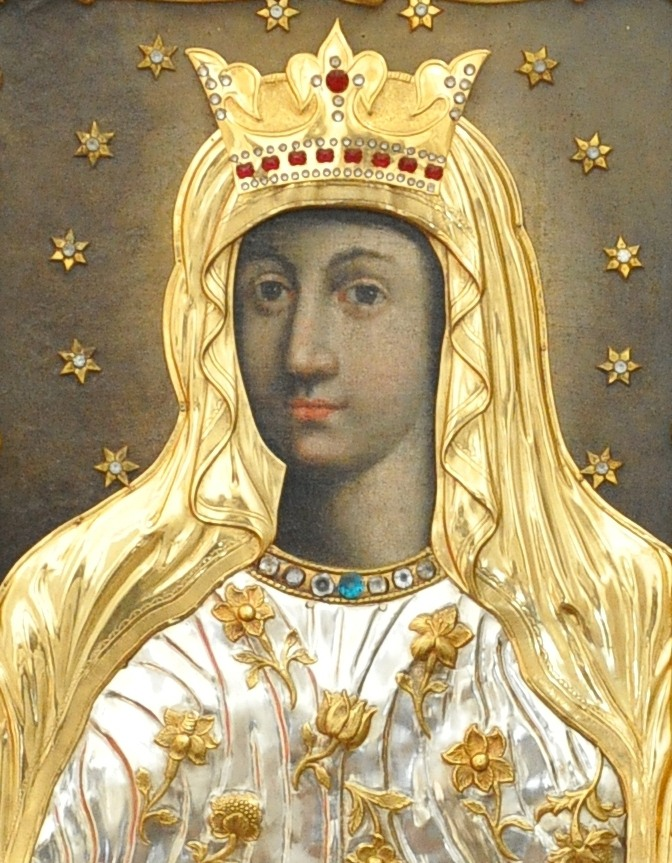
Obraz Matki Bożej Pocieszenia

W kościele znajduje się łaskami słynący obraz Matki Bożej Pocieszenia. Obraz ten został objawiony Hiacentemu (Jackowi) Pazio w styczniu 1727 roku. W 1730 roku, dzięki decyzji biskupa łuckiego, księdza Stefana Bogusława Rupniewskiego, wizerunek został wystawiony do kultu publicznego i od tej pory oddawano mu należną część. W dniu 22 czerwca 1997 roku obraz został koronowany papieskimi diademami przez księdza kardynała Józefa Glempa, prymasa Polski, przy współudziale księdza arcybiskupa Stanisława Szymeckiego, metropolity białostockiego.